# 10-Feet
10-Feet (テン-フィート), également typographié 10-FEET ou 10-feet, est un groupe de punk rock japonais, originaire de Kyoto. Ils sont notamment popularisés grâce aux morceaux River (dépasse les 4 millions de vue sur youtube) et 1 Sec. (un million de vues) ou encore grâce à la collaboration entre le groupe Man with a Mission et le chanteur de 10-Feet (Takuma Mitamura) pour la chanson Database (dépassant les 2 millions de vue).

## Biographie
Le groupe est formé en 1997 à Kyoto. En décembre 2000, le groupe se délocalise à Tokyo et devient un trio. Le 1er avril 2001, le groupe publie un premier single intitulé April Fool, et un deuxième single, May I Help You? le 1er mai la même année. Le groupe tourne ensuite dans le pays. Le 12 avril 2002, 10-Feet publie son tout premier album studio, intitulé Springman. Il est suivi d'un troisième single, River, qui atteint la 30e place de l'Oricon, le 23 octobre 2002. En novembre 2002, le groupe revient à Kyoto. En 2003, le groupe signe avec la major Universal Music, puis publie son quatrième single, nil?, en juin.
Le 31 décembre 2005, ils participent au concert Countdown Japan 05/06. Le 25 avril 2007, leur neuvième single Stone Cold Break, et leur troisième DVD live Of the Kids, By the Kids, for the Kids!, sont publiés en même temps. Le groupe annonce ensuite une tournée Stone Cold Break 2007 ~ What Do You Want to Do! ~.
Le 20 juillet 2016, ils sortent leur nouvel album, アンテナラスト. Puis sort l'album ヒトリセカイ×ヒトリズム en 2017. Cette même année, ils jouent au Arabacki Rock Fest, au Japan Jam Beach le 4 mai 2017, au Viva la Rock le 5 mai 2017, et au Comin'Kobe, le 7 mai 2017.

## Membres
- Naoki Inoue (井上 直樹?) - chant, basse
- Takuma Mitamura (三田村 卓真?) - chant, guitare
- Kouichi Nakaoka (中岡 浩一?) - chant, batterie

## Discographie

### CD/DVD live
- 2004 : Of the Kids, by the Kids, for the Kids
- 2006 : Of the Kids, by the Kids, for the Kids 2
- 2007 : Of the Kids, by the Kids, for the Kids 3
- 2008 : Of the Kids, by the Kids, for the Kids 4
- 2010 : Of the Kids, by the Kids, for the Kids 5
- 2013 : Of the Kids, by the Kids, for the Kids 6

## Festivals et tournées
| Date              | Nom                                                                |
| ----------------- | ------------------------------------------------------------------ |
| 11 août 2001      | Sky Jamboree 2001                                                  |
| 12 août 2001      | Kirin Sound Together pop hill '01                                  |
| 29 décembre 2003  | Countdown Japan 03/04                                              |
| 13 février 2004   | Supēsushawā retsuden dai 35-kan 〜 mune ase (munekyun) no utage 〜 |
| 7 au 8 mai 2004   | Summer Sonic Festival 2004                                         |
| 22 août 2004      | Sky Jamboree 2004 ~ Yume-awase ~                                   |
| 20 septembre 2004 | Space Shower TV sweet love shower 2004                             |
| 29 décembre 2004  | Countdown Japan 04/05                                              |
| 5 août 2005       | Rock in Japan Festival 2005                                        |
| 14 août 2005      | Sky Jamboree 2005 ~-Ai kotoba ~                                    |
| 20 août 2005      | Rising Sun Rock Festival 2005 in Ezo                               |
| 31 décembre 2005  | Countdown Japan 05/06                                              |
| 30 avril 2006     | Arabaki Rock Fest.06                                               |
| 9 juillet 2006    | Shonan'Otomatsuri Vol.0.9                                          |
| 22 juillet 2006   | Setstock'06                                                        |

## Récompenses
| Années | Single                                | Classements[réf. nécessaire] | Meilleure position |
| ------ | ------------------------------------- | ---------------------------- | ------------------ |
| 2010   | Hammer Ska                            | Japan Hot 100 Singles        |                    |
| 2011   | Sono Mukou He                         | Japan Hot 100 Singles        | 19                 |
| 2012   | Kohaku No Sora [Japan Hot 100 Singles | 27                           |                    |